# Novi Zagreb - istok
Novi Zagreb - istok ("Nieuw Zagreb - oost") is een van de stadsdelen van de Kroatische hoofdstad Zagreb. In dit stadsdeel staat de Mamut (Mammoet), een groot flatgebouw, de bedoeling was om het grootste gemeenschappelijke huizencomplex in Zuidoost-Europa te bouwen. Men krijgt de indruk dat de flatgebouwen van de Mamut op een heuvel zijn gebouwd, maar zij werden op vlakke grond neergezet.
Bundek (ten noorden van Novi Zagreb, net ten zuiden van de rivier de Sava) is een oude open mijn die in onbruik is geraakt waardoor de natuur haar kans zag om het gebied terug te pakken. Vandaag de dag is Bundek een bebost stuk grond met kleine meertjes, een soort groen hart tussen de bebouwing.
Novi Zagreb - istok heeft de status als četvrt (wijk, buurt) en heeft een gekozen stadsraad.
Novi Zagreb - istok telt (per 2001) 65.301 inwoners.

## Wijken in Novi Zagreb - istok
- Dugave - Dugave is bereikbaar per buslijn 109 (vanuit West-Zagreb) en 220 (vanuit het centrum van Zagreb).
- Hrelić
- Jakuševec
- Sloboština
- Sopot - Tussen de flatgebouwen groeien berken en populieren. Tramnummer 7 en 14 lopen langs de noordkant van deze wijk en nummer 6 keert hier om.
- Središće
- Travno
- Utrine - Hier staat een van de grootste markten van Zagreb. Het is een overdekte, doch traditionele markt.
- Zapruđe
- Buzin
- Veliko Polje